# Доан Ван Хау
Доан Ван Хау (в'єт. Đoàn Văn Hậu; нар. 19 квітня 1999, Г'юнга, Тхайбінь, В'єтнам) — в'єтнамський футболіст, захисник клубу «Ханой».

## Клубна кар'єра

### Ранні роки
Доан Ван Хау з району Г'юнга, провінція Тхайбінь. У його родині ніхто не займався професіональним спортом. За згодою своєї родини Ван Хау приєдналася до навчального центру T&T в Ханої у віці 11 років. Він став тренером Ву Хон В'єта в молодіжній команді «Ханой T&T».

### «Ханой T&T»

#### Молодіжна команда
У віці 13 років Доан Ван Хау був зарахований у Ханой T&T (U-15). Тренер Ву Хон В'єт оцінює його як гравця, який добре грає як на захисних, так і на позиціях півзахисника, дуже добре грає лівою ногою, а також здатний наносити потужні та точні дальні удари. Разом з Ханой T&T виграв юніорський (U-19) чемпіонат В'єтнаму 2016 та 2017 років, а також молодіжний чемпіонат країни 2016 року.

#### Доросла команда
У 2017 році Доан Ван Хау був переведений ханойським клубом до першої команди у віці 18 років. Дебютним поєдинком за «Ханой» став старт столичної команди в попередньому раунді Ліги чемпіонів 2017 року в поєдинку проти «Кітчі». У В-Лізі 2017 року став дебютував у поєдинку 14-го туру, завдяки цьому став наймолодшим гравцем «Ханоя» (на момент виходу на поле Доану виповнилося 18 років, 2 місяця та 7 днів).

### «Геренвен»
На початку вересня 2019 року Доан Ван Хау відправився в 1-річну оренду з можливістю викупу за 1,5 мільйона євро (близько 38,3 мільярда донгів). У чемпіонаті Нідерландів мінімальна зарплата до сплати податків, яку отримував Доан Ван Хау, становить близько 11 мільярдів в'єтнамських донгів на рік, тим самим Хау став не лише гравцем з найвищою зарплатою у В'єтнамі, а й найвисокооплачуванішим в'єтнамським футболістом в історії.
17 грудня 2019 року дебютував за «Геренвен», вийшовши на поле з лави запасних у переможному (2:0) поєдинку Кубку Нідерландів проти «Роди». До березня 2020 року в'єтнамець за першу команду зіграв лише 4 хвилини, решту ж часу або перебував на лаві запасних, або грав за «Йонг Геренвен», де залишався основним півзахисником команди.
30 червня 2020 року орендна угода завершилася й Доан Ван Хау залишив «Геренвен». У другому етапі В-Ліги 2020 продовжив грати за «Ханой».

## Кар'єра в збірній

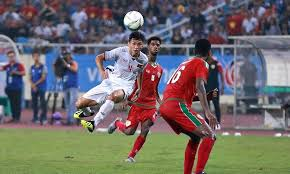
Доан Ван Хау (у білому) під час матчу за національну збірну В'єтнаму

### Юнацька збірна В'єтнаму (U-19)
У 16-річному віці отримав виклик на юнацький чемпіонат АФФ (U-19) 2016. У матчі проти юнацької збірної Малайзії U-19 Ван Хау забив красивим ударом головою, щоб допомогти господарям перемогти з рахунком 3:1 та вийти у півфінал турніру.
Доан Ван Хау продовжує викликатися до юнацької збірної В'єтнаму U-19 для участі у фінальному раунді юнацького чемпіонату Азії (U-19). Саме на цьому турнірі він забив найпам'ятніший для себе гол у ворота юнацької збірнох Північної Кореї U-19, пострілом з 25 метрів, щоб допомогти в'єтнамцям отримати важливу перемогу. Після матчу з Північною Кореєю Ван Хау почав привертати до себе увагу вболівальників. АФК внесла його до списку з восьми найдостойніших гравців, за якимим слід спостерігати в раунді плей-оф чемпіонату Азії (U-19). Ван Хау продовжував вдало виступати в обороні в решті матчів, чим допоміг збірній В'єтнаму дійти до півфіналу континентального турніру та вперше потрапити на молодіжний чемпіонат світу.

### Молодіжна збірна В'єтнаму (U-20)
Завдяки своєму внеску на юнацькому чемпіонаті Азіх U-19, Доан Ван Хау став одним із ключових гравців молодіжної збірної В'єтнаму на молодіжному чемпіонаті світу 2017 року. Він та його товариші по команді вкотре увійшли в історію, коли молодіжна збірна В'єтнаму стала першою командою Південно-Східної Азії, яка відзначилася голом у фінальній частині молодіжного чемпіонату світу.

### Збірні В'єтнаму U-22 та U-23, олімпійська збірна
Талант Доан Ван Хау дозволив йому виступати незважаючи на юний вік у молодіжних збірних В'єтнаму U-22, U-23 та олімпійській збірній. Дебютував у збірній U-22 на товариському турнірі КФА у Китаї та відзначився голом у програному поєдинку проти Узбекистану (1:3). Згодом брав участь в Іграх Південно-Східної Азії-2017, відзначився 2-ма голами, але його команда вилетіла за підсумками групового етапу.
Однак його роль стала помітною на чемпіонаті Азії U-23 у 2018 році. Не відзначившись жодним голом, провів чудовий виступ, асистуючи Нгуєн Куанг Хаю, який відзначився голом у програному 1:2 поєдинку проти Південної Кореї та його відбір у поєдинку проти Іраку, коли В'єтнам пройшов у перший фінал в своїй історії під егідою АФК, завоював у нідерландській пресі репутацію «Доана Ван Бейла».
На Кубку Vinaphone 2018 відзначився голом у формі тривели, який допоміг В’єтнаму перемогти Оман з рахунком 1:0.
Доан зіграв життєво важливу роль у в'єтнамській кампанії ПСА Іграх 30, відзначився двома голами у переможному (3:0) фіналі проти олімпійської збірної Індонезії.

### Головна збірна
Завдяки своїм впевненим виступам в юнацьких та молодіжних командах, Пак Хан Со викликав Доан Ван Хау до збірної на Чемпіонат АСЕАН 2018 року та, будучи одним з провідних гравців команди, допоміг В'єтнаму завоювати другий титул, допоміг гольовими передачами на партнерів по команді, завдяк чому потрапив до символічної 11-ки турніру.
Однак саме Кубок Азії 2019, в якому він був одним з наймолодших гравців на турнірі (на той час Доану було лише19 років), допоміг молодому футболісту добре зарекомендувати себе. Зокрема, в матчі проти Йорданії, де Хау завадив супернику провести декілька небезпечних атак, а В'єтнам вдруге поспіль вийшов у чвертьфінал. Згодом його назвали одним із 10 найкращих молодих гравців на турнірі.

## Статистика виступів

### Клубна
Станом на February 2020
| Клубні виступи    | Клубні виступи      | Клубні виступи    | Ліга  | Ліга | Національний кубок | Національний кубок | Континентальний | Континентальний | Інші  | Інші | Загалом | Загалом |
| Сезон             | Клуб                | Ліга              | Матчі | Голи | Матчі              | Голи               | Матчі           | Голи            | Матчі | Голи | Матчі   | Голи    |
| ----------------- | ------------------- | ----------------- | ----- | ---- | ------------------ | ------------------ | --------------- | --------------- | ----- | ---- | ------- | ------- |
| 2017              | «Ханой»             | В.Ліга 1          | 11    | 1    | 0                  | 0                  | 1               | 0               | —     | —    | 12      | 1       |
| 2018              | «Ханой»             | В.Ліга 1          | 20    | 5    | 0                  | 0                  | 0               | 0               | 1     | 0    | 21      | 5       |
| 2019              | «Ханой»             | В.Ліга 1          | 21    | 0    | 0                  | 0                  | 11              | 0               | —     | —    | 32      | 0       |
| Усього            | Усього              | Усього            | 52    | 6    | 0                  | 0                  | 12              | 0               | 1     | 0    | 65      | 6       |
| 2019–20           | «Геренвен» (оренда) | Ередивізі         | 0     | 0    | 1                  | 0                  | —               | —               | —     | —    | 1       | 0       |
| Усього за кар'єру | Усього за кар'єру   | Усього за кар'єру | 52    | 6    | 1                  | 0                  | 12              | 0               | 1     | 0    | 66      | 6       |

1. ↑  Виступи в Кубку АФК
2. ↑  Матчі в Суперкубку В'єтнаму
3. ↑  Виступи в раунді плей-оф Лізі чемпіонів АФК та дев'ять матчів у Кубку АФК

### У збірній

#### Олімпійська збірна
| № | Дата           | Місце                                                   | Суперник      | Рахунок | Результат | Змагання                        |
| - | -------------- | ------------------------------------------------------- | ------------- | ------- | --------- | ------------------------------- |
| 1 | 15 серпня 2017 | Стадіон Муніципальної ради Селаянгу, Селаянг, Малайзія  | Східний Тимор | 1–0     | 4–0       | Ігри Південно-Східної Азії 2013 |
| 2 | 15 серпня 2017 | Стадіон Муніципальної ради Селаянгу, Селаянг, Малайзія  | Східний Тимор | 3–0     | 4–0       | Ігри Південно-Східної Азії 2013 |
| 3 | 5 серпня 2018  | Мі Дін, Ханой, В'єтнам                                  | Оман          | 1–0     | 1–0       | Кубок Вінафон 2018              |
| 4 | 10 грудня 2019 | Меморіальний стадіон ім. Хосе Рісаля, Маніла, Філіппіни | Індонезія     | 1–0     | 3–0       | Ігри Південно-Східної Азії 2019 |
| 5 | 10 грудня 2019 | Меморіальний стадіон ім. Хосе Рісаля, Маніла, Філіппіни | Індонезія     | 3–0     | 3–0       | Ігри Південно-Східної Азії 2019 |

#### Перша команда
| Дата       | Місто         | Господарі | Результат               | Гості   | Турнір                             | Голи | Примітки |
| ---------- | ------------- | --------- | ----------------------- | ------- | ---------------------------------- | ---- | -------- |
| 8-1-2019   | Абу-Дабі      | Ірак      | 3 – 2                   | В'єтнам | Кубок Азії 2019 - 1-й етап         | -    | 82'      |
| 12-1-2019  | Абу-Дабі      | В'єтнам   | 0 – 2                   | Іран    | Кубок Азії 2019 - 1-й етап         | -    | 46'      |
| 16-1-2019  | Аль-Айн       | В'єтнам   | 2 – 0                   | Ємен    | Кубок Азії 2019 - 1-й етап         | -    |          |
| 20-1-2019  | Дубай (місто) | Йорданія  | 1 – 1 д.ч. (2 – 4 п.п.) | В'єтнам | Кубок Азії 2019 - Ottavi di finale | -    |          |
| 24-1-2019  | Дубай (місто) | В'єтнам   | 0 – 1                   | Японія  | Кубок Азії 2019 - Quarti di finale | -    | 60'      |
| 14-11-2019 | Ханой         | В'єтнам   | 1 – 0                   | ОАЕ     | Відбір до ЧС 2022                  | -    |          |
| 19-11-2019 | Ханой         | В'єтнам   | 0 – 0                   | Таїланд | Відбір до ЧС 2022                  | -    |          |
| Усього     |               | Матчів    | 7                       |         | Голів                              | 0    |          |

Станом на 19 листопада 2019
| Національна збірна | Рік | Матчі | Голи |
| ------------------ | --- | ----- | ---- |
| В'єтнам            |     |       |      |
| 2017               | 3   | 0     |      |
| 2018               | 8   | 0     |      |
| 2019               | 12  | 0     |      |
| Загалом            | 23  | 0     |      |

## Досягнення

### Клубні
«Ханой»
- В.Ліга 1
  -  Чемпіон (3): 2018, 2019, 2022

- Кубок В'єтнаму
  -  Володар (2): 2020, 2022

- Суперкубок В'єтнаму
  -  Володар (2): 2018, 2020

### Міжнародні
В'єтнам (U-19)
- Юнацький чемпіонат АФФ (U-19)
  -  Бронзовий призер (1): 2016

- Юнацький (U-19) кубок Азії
  -  Бронзовий призер (1): 2016

В'єтнам (U-23)
- Молодіжний чемпіонат Азії
  -  Срібний призер (1): 2018

- Ігри Південно-Східної Азії
  -  Чемпіон (1): 2019

В'єтнам
- Чемпіонат АСЕАН
  -  Чемпіон (1): 2018

### Індивідуальні
- Найкращий молодий гравець року АСЕАН: 2017
- Найкращий молодий в'єтнамський футболіст: 2017, 2018, 2019
- Чемпіонат АСЕАН 2018: Найкраща 11-ка[12]